# Prva nogometna liga
Prva nogometna liga (także Prva NL, 1. NL) – druga w hierarchii klasa męskich ligowych rozgrywek piłkarskich w Chorwacji, powstała w 1991 roku po rozpadzie Jugosławii. Jej organizacją zajmuje się Hrvatski nogometni savez.
Po reformie i zmianie nazwy rozgrywek, przed sezonem 2022/2023, liga liczy 12 uczestników, grających ze sobą trzykrotnie, rozgrywając w sumie 33 kolejki. Najwyżej sklasyfikowana drużyna uzyskuje awans do HNL, ostatnia relegowana jest do 2. NL, a przedostatnia rozgrywa z jej wicemistrzem baraż o utrzymanie. 
W przeszłości, do sezonu 2006/2007 (z wyłączeniem lat 1998–2001), zmagania toczyły się w odpowiednio dwóch, trzech, czterech lub pięciu grupach.

## Poszczególne sezony
| Sezon   | Grupa                       | Zwycięzca grupy         | Awans do Prva HNL                                      |
| ------- | --------------------------- | ----------------------- | ------------------------------------------------------ |
| 1992    | Północ (6 klubów)           | Radnik Velika Gorica    | Radnik Velika Gorica Segesta NK Belišće Pazinka        |
| 1992    | Południe (8 klubów)         | Primorac Stobreč        | Radnik Velika Gorica Segesta NK Belišće Pazinka        |
| 1992    | Zachód (4 kluby)            | Pazinka                 | Radnik Velika Gorica Segesta NK Belišće Pazinka        |
| 1992-93 | Północ (16 klubów)          | Dubrava Zagreb          | Dubrava Zagreb Primorac Stobreč                        |
| 1992-93 | Południe (16 klubów)        | Primorac Stobreč        | Dubrava Zagreb Primorac Stobreč                        |
| 1993-94 | Północ (16 klubów)          | Marsonia Slavonski Brod | Marsonia Slavonski Brod Neretva                        |
| 1993-94 | Południe (16 klubów)        | Neretva                 | Marsonia Slavonski Brod Neretva                        |
| 1994-95 | Północ (16 klubów)          | Mladost 127 Suhopolje   | Nikt                                                   |
| 1994-95 | Południe (17 klubów)        | Uskok Klis              | Nikt                                                   |
| 1994-95 | Zachód (19 klubów)          | Hrvatski Dragovoljac    | Nikt                                                   |
| 1995-96 | Wschód (16 klubów)          | Croatia Đakovo          |                                                        |
| 1995-96 | Południe (16 klubów)        | Junak Sinj              |                                                        |
| 1995-96 | Zachód (18 klubów)          | Samobor                 |                                                        |
| 1996-97 | Centrum (16 klubów)         | Lučko                   |                                                        |
| 1996-97 | Wschód (16 klubów)          | Croatia Đakovo          |                                                        |
| 1996-97 | Północ (16 klubów)          | Budućnost Hodošan       |                                                        |
| 1996-97 | Południe (19 klubów)        | RNK Split               |                                                        |
| 1996-97 | Zachód (16 klubów)          | Jadran Poreč            |                                                        |
| 1997-98 | Centrum (17 klubów)         | HNK Segesta             | Cibalia                                                |
| 1997-98 | Wschód (16 klubów)          | Cibalia                 | Cibalia                                                |
| 1997-98 | Północ (16 klubów)          | NK Čakovec              | Cibalia                                                |
| 1997-98 | Południe (17 klubów)        | RNK Split               | Cibalia                                                |
| 1997-98 | Zachód (16 klubów)          | Jadran Poreč            | Cibalia                                                |
| 1998-99 | Ogólnokrajowe (19 klubów)   | Vukovar '91             | Vukovar '91 Istra Pula                                 |
| 1999-00 | Ogólnokrajowe (18 klubów)   | Marsonia Slavonski Brod | Marsonia Slavonski Brod NK Čakovec                     |
| 2000-01 | Ogólnokrajowe (18 klubów)   | Kamen Ingrad            | Kamen Ingrad TŠK Topolovac Pomorac Kostrena NK Zadar   |
| 2001-02 | Północ-Wschód (16 klubów)   | Vukovar '91             | Nikt                                                   |
| 2001-02 | Południe-Zachód (16 klubów) | Istra Pula              | Nikt                                                   |
| 2002-03 | Północ-Wschód (12 klubów)   | Marsonia Slavonski Brod | Marsonia Slavonski Brod Inker Zaprešić                 |
| 2002-03 | Południe-Zachód (12 klubów) | Inker Zaprešić          | Marsonia Slavonski Brod Inker Zaprešić                 |
| 2003-04 | Północ (12 klubów)          | Međimurje Čakovec       | Međimurje Čakovec Pula 1856                            |
| 2003-04 | Południe (12 klubów)        | Pula 1856               | Međimurje Čakovec Pula 1856                            |
| 2004-05 | Północ (12 klubów)          | Cibalia                 | Cibalia                                                |
| 2004-05 | Południe (12 klubów)        | Novalja                 | Cibalia                                                |
| 2005-06 | Północ (12 klubów)          | NK Belišće              | HNK Šibenik                                            |
| 2005-06 | Południe (12 klubów)        | HNK Šibenik             | HNK Šibenik                                            |
| 2006–07 | Ogólnokrajowe (16 klubów)   | Inter Zaprešić          | Inter Zaprešić NK Zadar                                |
| 2007–08 | Ogólnokrajowe (16 klubów)   | Croatia Sesvete         | Croatia Sesvete                                        |
| 2008–09 | Ogólnokrajowe (16 klubów)   | Istra 1961              | Istra 1961 NK Karlovac NK Lokomotiva Međimurje Čakovec |
| 2009–10 | Ogólnokrajowe (14 klubów)   | ?                       | ?                                                      |